# Morostominae
Morostominae – podrodzina chrząszczy z rodziny sprężykowatych.
Takson wprowadzony został przez Władimira Gdalicza Dolina w 2000 roku. Podrodzina ta miałaby obejmować rodzaje endemiczne dla Madagaskaru.
Według strony projektu Tree of Life do podrodziny należy 26 madagaskarskich gatunków z 8 rodzajów:
- Didymolophus Farmaire, 1904
- Diplophoenicus Candèze, 1895
- Hemiopinus Fairmaire, 1883
- Mocquerysia Fleutiaux, 1899
- Morostoma Candèze, 1879
- Parvistoma Fleutiaux, 1929
- Practapyrus Fleutiaux, 1929
- Pyrapractus Fairmaire, 1884

Katalog "Synopsis of described Coleoptera of the world" synonimizuje podrodzinę Morostominae z plemieniem Prosternini (podrodzina Prosterninae), przy czym rodzaj Hemiopinus umieszcza w podrodzinie Physodactylinae Lacordaire, 1857 Gistel, 1856.